# Agusta A104
L'Agusta A104 era un elicottero leggero biposto sviluppato dell'azienda italiana Agusta nel 1960 e rimasto allo stadio di prototipo.
Sviluppo dell'A103, ne era la versione biposto equipaggiato con un motore dalla maggior potenza prodotto dalla stessa casa, l'MV da 140 shp.

## Storia

### Sviluppo
Nei tardi anni cinquanta l'Agusta valutò, su iniziativa privata, la possibilità di entrare nel mercato dell'aviazione civile con dei nuovi modelli di elicotteri leggeri di propria progettazione beneficiando dell'esperienza acquisita nella collaborazione con la statunitense Bell e che prevedeva la produzione su licenza e la distribuzione da parte dell'azienda italiana.
Dopo aver realizzato, negli stabilimenti di Cascina Costa, il monoposto A103, portato in volo per la prima volta nel 1959, ne venne sviluppata la versione biposto che manteneva l'impostazione tecnica del precedente modello introducendo una cabina di pilotaggio a due posti affiancati, dotati di doppi comandi, ed equipaggiando il nuovo modello con un motore a combustione interna raffreddato ad aria capace di erogare una maggior potenza, adeguata alla superiore massa complessiva.
Il primo prototipo dell'A104 "Helicar", come venne designato, ed immatricolato I-AGUM, venne portato in volo nel dicembre 1960 dimostrando buone capacità di volo. Ciò nonostante, il mercato dell'aviazione generale al quale era destinato non manifestò grande interesse per la proposta italiana.
L'Agusta, non riuscendo ad ottenere accordi commerciali che ne garantissero l'avvio della produzione in serie, per ovviare al problema decise di svilupparne una nuova versione equipaggiata con un nuovo motore a turbina di propria progettazione, il turboalbero A270 in grado di erogare una potenza all'albero pari a 270 shp e che garantiva migliori prestazioni. Il modello, designato A104BT, non ottenne però il successo sperato e l'Agusta preferì interromperne lo sviluppo.

## Descrizione tecnica

Altra foto di un A104, in esposizione probabilmente ad una manifestazione aerea

L'A104 era un elicottero leggero dall'aspetto convenzionale e che riprendeva la configurazione classica "pod & boom" dell'A103, modello monoposto dal quale era sviluppato.
La cabina di pilotaggio era "a bolla", situata nella parte anteriore del modello e poteva accogliere due persone su due sedili affiancati, uno destinato al pilota e l'altro al passeggero o, dato il doppio comando, ad un allievo. La struttura era chiusa da una bolla in plexiglas dotata di aperture laterali e posteriormente continuava in una trave di coda all'estremità della quale si trovava il rotore anticoppia bipala, protetto da un pattino.
Il rotore principale era costituito da un'elica bipala integrata da una barra stabilizzatrice.
Il carrello d'atterraggio era costituito da una semplice coppia di pattini tubolari.
La propulsione era assicurata da un motore aeronautico posizionato senza alcuna protezione dietro la cabina di pilotaggio, collegato al rotore principale tramite una scatola di riduzione ed a quello anticoppia tramite un lungo albero di trasmissione che correva dorsalmente sulla trave di coda.

## Versioni

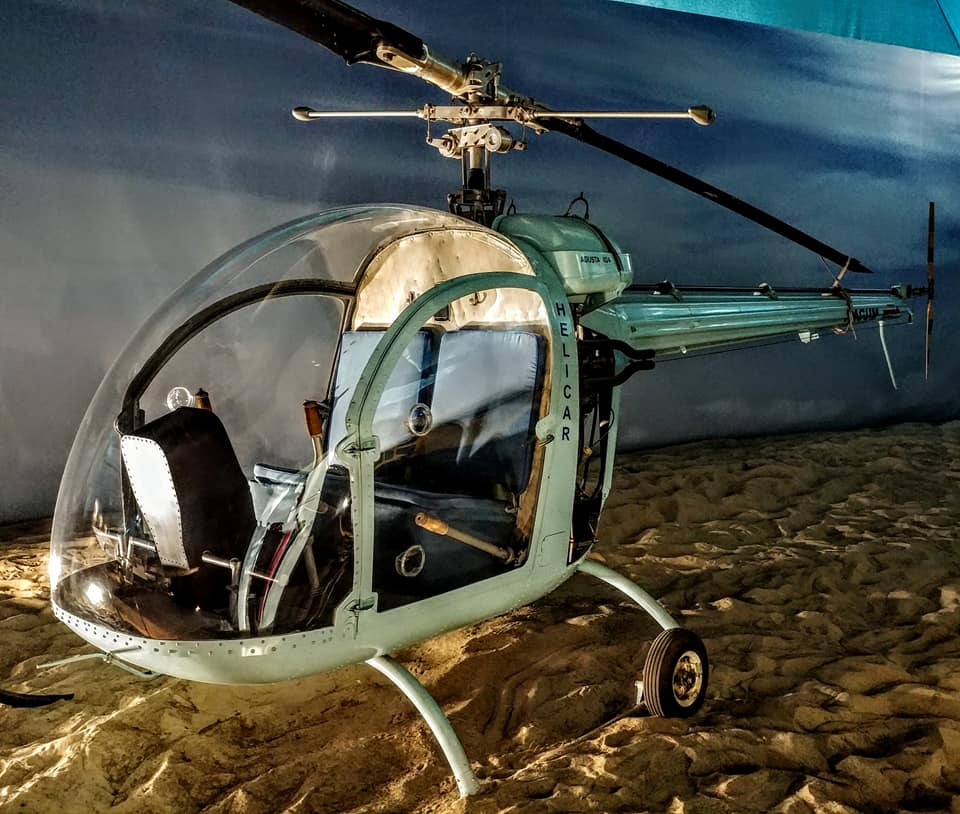
Un Agusta A-104 helicar esposto al Parco e Museo di Volandia.

A104 "Helicar"
prototipo, prima versione equipaggiata con un motore a pistoni Agusta MV-GA140 depotenziato a 104 kW (140 shp), realizzato in un solo esemplare.
A104BT
prototipo, sviluppo dell'A104 equipaggiato con un motore turboalbero Agusta A.270 da 200 kW (circa 270 shp), realizzato in un solo esemplare.

## Esemplari attualmente esistenti
Nel 2010 era in corso il restauro dell'A104 marche I-AGUM presso l'apposito reparto del Parco e Museo del Volo Volandia a Somma Lombardo, provincia di Varese. A restauro ultimato l'esemplare verrà esposto al pubblico nel padiglione dedicato all'ala rotante.